# SAO Bosanska Krajina
```
   |-
       |
Erro:
:  
valor não especificado para "
nome_comum
"
```

O Oblast Autônomo Sérvio de Bosanska Krajina (em em sérvio:  Српска aутономна област Босанска Крајина, transl. Srpska autonomna oblast Bosanska Krajina) foi um autoproclamado Oblast Autônomo Sérvio dentro da atual Bósnia e Herzegovina. Às vezes era chamado de Oblast Autônomo de Krajina, ou Região Autônoma de Krajina. SAO Bosanska Krajina estava localizada na região geográfica chamada Bosanska Krajina. Sua capital era Banja Luka. A região foi posteriormente incluída na Republika Srpska. 